# Chakma jezik
Chakma jezik (ISO 639-3: ccp; sangma, sakma, takam, tsakma, chakama), indoarijski jezik u istočnoj zoni u Bangladešu i Indiji kojim govori oko 550 000 ljudi, od čega svega 150 000 u Bangladešu (2007), a ostali u saveznim indijskim državama Mizoram, Tripura, Assam, Arunachal Pradesh i Zapadni Bengal. U Bangladešu se govori u području u i oko Chittagonga.
Uz još osamnaest drugih jezika pripada bengalsko-asamskoj podskupini. Bengalsko, chakma i latinično pismo.

## Vanjske poveznice
- Ethnologue (14th)
- Ethnologue (15th)